# Eurema albula
Eurema albula é uma borboleta da família Pieridae. É encontrada desde o sul do Texas (onde é rara) para o sul através das Índias ocidentais e do continente tropical Central e América do Sul, até ao Brasil. O seu habitat consiste em florestas tropicais.
As larvas se alimentam de espécies de Cassia (incluindo Cassia fruticosa).

## Subespécies
- E. um. albula (Suriname, Brasil: Amazonas, Pará)
- E. um. sinoe (Godart, 1819) (Brasil)
- E. um. marginella (C. & R. Felder, 1861) (Venezuela)
- E. um. celata (R. Felder, 1869) (México)
- E. um. espinosae (Fernández, 1928) (Peru)
- E. um. totora Lamas, 1981 (Peru)